# Michael Olesen
Michael Olesen (27. august 1982) er en professionel danser, som er kendt fra tv-programmet Vild med dans og Cirkusrevyen.

## Vild med Dans
- 2007 - sæson 4 - partner Anne Louise Hassing[3] (7. plads)
- 2008 - sæson 5 - partner Anne-Grethe Bjarup Riis[3] (3. plads)
- 2009 - sæson 6 - partner Lisa Lents[4] (4. plads)
- 2010 - sæson 7 - partner Dicte[4] (6. plads)
- 2011 - sæson 8 - partner Pia Allerslev[4] (8. plads)
- 2012 - sæson 9 - partner Camilla Bendix[4] (4. plads)
- 2013 - sæson 10 - partner Mette Blomsterberg[4] (6. plads)
- 2014 - sæson 11 - partner Line Kruse[4] (7. plads)
- 2015 - sæson 12 - partner Karen Mukupa[4] (7. plads)
- 2016 - sæson 13 - partner Laura Bach[3] (3. plads)
- 2017 - sæson 14 - partner Sofie Lassen-Kahlke[3] (1. plads)
- 2018 - sæson 15 - partner Lucy Love[5](4. plads)

I sæson 16 i 2019 dansede han med skuespilleren Neel Rønholt.Parret endte på en 5. plads.
Michael Olesen deltog i sæson 17 i 2020. Han dansede med sangeren Hilda Heick.
I 2022 deltog han i sæson 19 af Vild med dans, hvor han dansede med tv-vært Heidi Frederikke Sigdal.
I program otte af sæson 20 er Michael Olesen gæstedommer.